# Seymour Robbie
Seymour Robbie (25 augustus 1919, New York – 17 juni 2004) was een Amerikaans film- en televisieregisseur.

## Biografie
Seymour Robbie was actief van 1951 (Down You Go) tot 1990 (Father Dowling Mysteries). Hij regisseerde enkele spelprogramma's zoals The $64,000 Question, misdaadseries zoals Kojak, avontuurlijke actieprogramma's zoals Wonder Woman en praatprogramma's zoals F Troop.

## Filmografie

### Televisieseries
- Down You Go (1951)
- Colonel Humphrey Flack (1953)
- Omnibus (1955-1958)
- Studio One (1955)
- The $64,000 Question (1955)
- Bid 'n' Buy (1958)
- Laugh Line (1959)
- Be Our Guest (1960)
- Yours for a Song (1961)
- Great Ghost Tales (1961)
- 'Way Out (1961)
- The Jackie Gleason Show (1961)
- Jackie Gleason: American Scene Magazine (1962)
- The DuPont Show of the Week (1962)
- The Bill Dana Show (1963)
- The Celebrity Game (1964-1965)
- Valentine's Day (1964)
- Mister Roberts (1965-1966)
- The Man from U.N.C.L.E. (1965-1966)
- The Farmer's Daughter (1965)
- Burke's Law (1965)
- Honey West (1965)
- The Felony Squad (1966-1967)
- F Troop (1966-1967)
- The Green Hornet (1966-1967)
- That Girl (1966-1967)
- O.K. Crackerby! (1966)
- Insight (1967-1974)
- Judd for the Defense (1967)
- The Family Game (1967)
- Lost in Space (1967)
- Hawaii Five-O (1968-1969)
- Disneyland (1968)
- Bewitched (1968)
- The High Chaparral (1968)
- Bonanza (1968)
- The Name of the Game (1968-1970)
- The Virginian (1969-1970)
- The Good Guys (1969)
- The Bill Cosby Show (1969)
- It Takes a Thief (1969)
- Matt Lincoln (1970)
- Mannix (1970)
- Mission: Impossible (1970)
- Love, American Style (1970)
- The F.B.I. (1971-1974)
- Cannon (1971-1974)
- The Mod Squad (1971-1972)
- Room 222 (1971-1972)
- Sarge (1971)
- Dan August (1971)
- Barnaby Jones (1973-1979)
- The Streets of San Francisco (1973-1975)
- Movin' On (1975)
- Kojak (1974)
- Ellery Queen (1975-1976)
- Kolchak: The Night Stalker (1975)
- The Feather and Father Gang (1976-1977)
- Police Story (1976-1977)
- Wonder Woman (1977-1978)
- The Best of Families (1977)
- Big Hawaii (1977)
- The Andros Targets (1977)
- The Paper Chase (1978-1979)
- Switch (1978)
- What Really Happened to the Class of '65? (1978)
- Hart to Hart (1979-1984)
- Mrs. Columbo (1979)
- Trapper John, M.D. (1980-1982)
- Hagen (1980)
- Nurse (1981-1982)
- Remington Steele (1983-1987)
- Murder, She Wrote (1984-1989)
- Hot Pursuit (1984)
- Sledge Hammer! (1987)
- Matlock (1989)
- Father Dowling Mysteries (1990)

### Films
- Art Carney Meets the Sorcerer's Apprentice (1959)
- Spirit of the Alamo (1960)
- Beauty and the Beast (1969)
- C.C. & Company (1970)
- Marco (1973)
- Fury of the Dragon (1976)